# Lynn Malerba
Marilynn Roberge Malerba (mohegan-pequot : Mutáwi Mutáhash), née le 17 août 1953, est une cheffe tribale, ancienne infirmière et femme politique américaine. Elle est la cheffe à vie de la tribu Mohegan. De 2022 à 2024, elle est trésorière des États-Unis.

## Jeunesse et éducation
La mère de Lynn Malerba occupe le poste de nonne tribale, une femme âgée respectée, et son arrière-grand-père est chef Matagha (Burrill Fielding), un poste qu'il occupe de 1937 jusqu'à sa mort en 1952.
Après avoir grandi à Uncasville, dans le Connecticut, Lynn Malerba étudie les soins infirmiers au Hartford Hospital (en) College of Nursing, puis obtient un baccalauréat en sciences du St. Joseph's College (depuis renommé université Saint-Joseph) à West Hartford, en 1983. Elle obtient ensuite une maîtrise en administration publique de l'université du Connecticut et un doctorat en pratique infirmière de l'université Yale,.

## Carrière
Lynn Malerba travaille comme infirmière à l'hôpital de Hartford, puis rejoint l'hôpital Lawrence + Memorial dans le Connecticut, où elle devient cheffe des services de cardiologie et de pneumologie.
Au sein de la tribu Mohegan, elle est présidente du conseil tribal et travaille comme directrice exécutive du département de la santé et des services sociaux. Elle est nommée 18e cheffe de la tribu Mohegan le 15 août 2010 ; elle est la première femme cheffe de l'histoire moderne à occuper ce poste. Elle siège au Conseil de direction des nations tribales du département de la Justice des États-Unis, et rejoint le Comité consultatif tribal du Service de santé indien en 2015, un comité qu'elle dirige depuis 2022.
Le 21 juin 2022, le président Joe Biden annonce son intention de nommer Lynn Malerba au poste de trésorière des États-Unis ; elle prête serment le 12 septembre 2022 et est la première Amérindienne à occuper ce poste. Avant sa prestation de serment, le poste de trésorier est resté vacant pendant plus de deux ans et demi, soit la plus longue vacance de l'histoire du Trésor américain,. Lynn Malerba et Janet Yellen signent ensemble la monnaie américaine : c'est la première fois que cette responsabilité incombe à deux femmes.

## Publications choisies
- (en) Marilynn Malerba, « The Effects of Sequestration on Indian Health », Hastings Center Report, vol. 43, no 6,‎ 2013, p. 17–21 (ISSN 0093-0334, PMID 24249470, DOI 10.1002/hast.229, lire en ligne)
- (en) Marilynn Malerba et Margaret P. Moss, American Indian health and nursing, Springer, 2016 (ISBN 978-1-78684-813-0, OCLC 1249948373, lire en ligne), « Indian Health Funding: Time for Change »
- (en) Marilynn Malerba, American Indian health and nursing, Springer, 2016 (ISBN 978-1-78684-813-0, OCLC 1249948373, lire en ligne), « Northeastern Woodlands »

## Prix et distinctions
Lynn Malerba est titulaire de doctorats honorifiques de l'Eastern Connecticut State University et de l'université Saint-Joseph.